# Verlush
Verlush (en francès Verlus) és un municipi francès situat al departament del Gers i a la regió d'Occitània.

## Demografia
| 1962                                       | 1968 | 1975 | 1982 | 1990 | 1999 | 2006 |
| ------------------------------------------ | ---- | ---- | ---- | ---- | ---- | ---- |
| 120                                        | 103  | 80   | 75   | 90   | 97   | 96   |
| Des de 1962: població sense dobles comptes |      |      |      |      |      |      |

## Administració
| Període | Identitat               | Partit        |
| ------- | ----------------------- | ------------- |
| 2001-   | Jean-Baptiste Menvielle | Divers droite |